# Own the Room
Own the Room é um documentário da National Geographic de 2021 dirigido por Christina Costantini e Darren Foster, lançado no Disney+ em 12 de março de 2021. O filme segue cinco estudantes que competem no Global Student Entrepreneur Awards por um grande prêmio de 100 mil dólares.

## Resumo
Cinco estudantes viajam para Macau, China, para representar seus países e competir no Global Student Entrepreneur Awards por um grande prêmio de 100 mil dólares. O filme segue Santosh do Nepal, Alondra de Puetro Rico, Henry de Nairobi, Jason da Grécia e Daniela da Veneuela. Cada um dos alunos detalha seus empreendimentos comerciais, incluindo os desafios que tiveram de enfrentar para chegar onde estão hoje.

## Recepção critica
Own the Room tem 100% de aprovação no site Rotten Tomatoes, com base em 8 avaliações. O crítico Jamie Davis descreve o filme como "a história de possibilidades, de ousadia de sonhar, de ter a audácia de defender a mudança mesmo quando as pessoas acreditam que você não pode ou quando a vida o impede".